# Biarum tenuifolium
Biarum tenuifolium är en kallaväxtart som först beskrevs av Carl von Linné, och fick sitt nu gällande namn av Heinrich Wilhelm Schott. Biarum tenuifolium ingår i släktet Biarum och familjen kallaväxter.

## Underarter
Arten delas in i följande underarter:
- B. t. abbreviatum
- B. t. arundanum
- B. t. galianii
- B. t. idomenaeum
- B. t. tenuifolium
- B. t. zelebori

## Bildgalleri

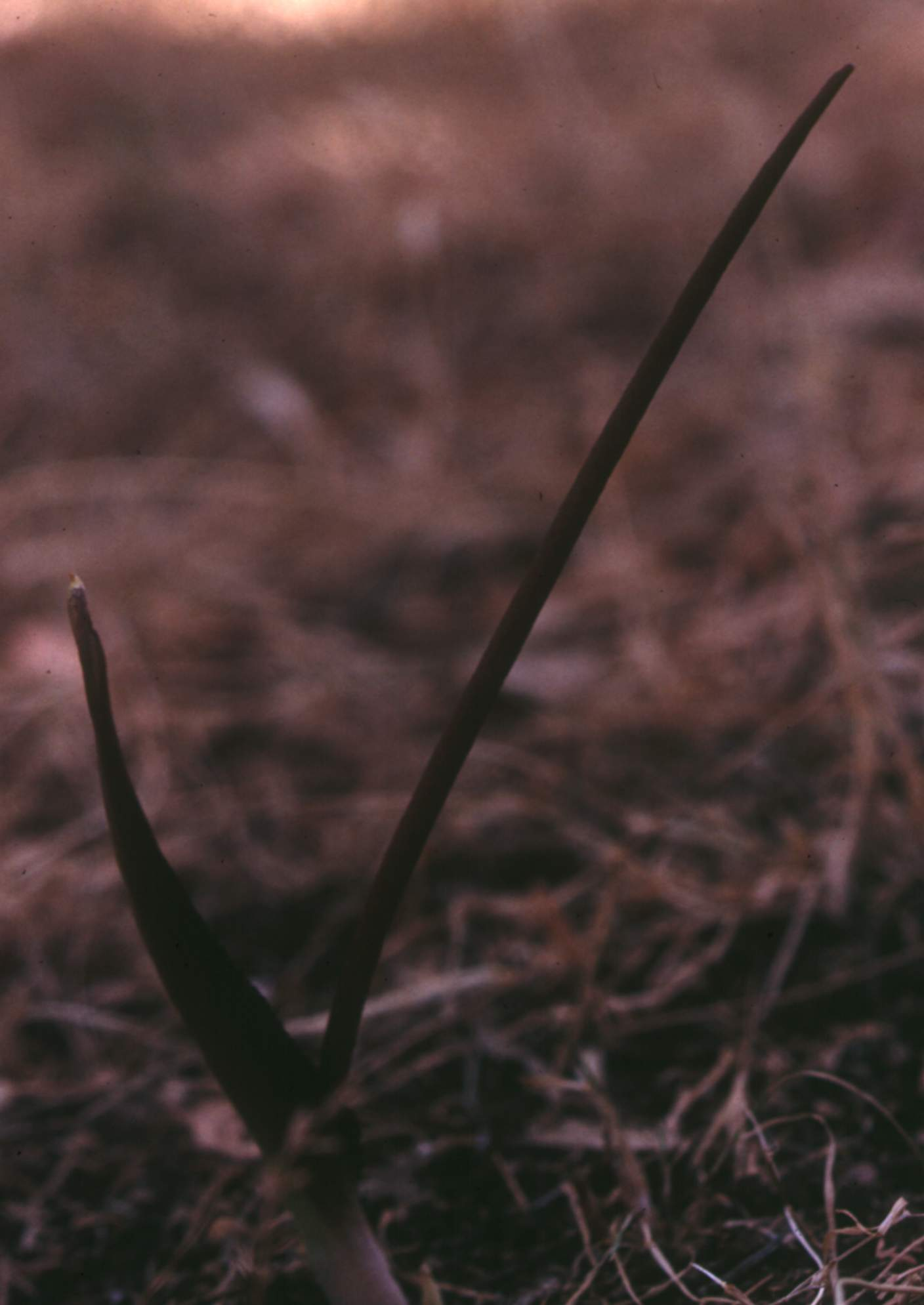